# Back to the Future: The Game
A Vissza a jövőbe: A játék, egy 2010-es Kalandjáték, ami a Vissza a jövőbe trilógia folytatása. A játékot a Telltale Games fejlesztette ki, és tette közzé az Universal Pictures engedélyével.
Az eredeti színészek Michael J. Fox, és Christopher Lloyd visszatértek Marty, és Doki szerepére, bár  Michael csak az 5. epizód utolsó jelenetében szólaltatta meg Marty hangját.
A játék epizódokra oszlik szét. Az első epizód 2010. december 22-én jelent meg Windows és OS X operációs rendszerre. A PlayStation 3 és iOS verziók 2011 februárjában jelentek meg. Az utolsó epizód június 23-án jelent meg. A 30. évforduló alkalmából a Telltale Games kiadta a játékot PlayStation 4-re, Xbox 360-ra, és Xbox One-ra 2015. október 13-án.

## Játékmenet
A játékos Marty McFly-t irányítja 3D-ben, billentyűzet, egér és játékvezérlő segítségével. A játékosnak lehetősége van arra, hogy Marty tárgyakat vizsgáljon meg, beszéljen emberekkel, és végezzen konkrét intézkedéseket a rejtvények megoldásokra, és a játék előrehaladása érdekében. Egyes elemek felvehetők és tárolhatók Marty készletében, majd később felhasználhatóak a történet folyamán. A játék felsorolja az aktuális célokat, amellyel a játékos teljesíteni tudja a játékot.

## Cselekmény
Hat hónap telt el, mióta Marty McFly tanúja volt hogy a Doki ismeretlen időre távozik, és a bank kiárusítja Doki otthonát. Egyszer csak Marty meglepődik, hogy újra látja a Delorean időgépet, miután legutóbb látta megsemmisülni (amiről később kiderül a történet folyamán, hogy a film 2. rész eseményekor amikor a Doki egy villámcsapás miatt véletlen 1885-be kerül vissza, akkor duplikálódott a Delorean). Az autóban van Einstein, a Doki kutyája, és egy Diktafon, amiben Doki elmagyarázza, hogy az időgép vissza fog térni ebbe a jelenbe, ha a Doki valaha is problémákba ütközne. Marty az időgépben talál egy cipőt, amivel nyomra vezeti Einstein, és egy idős néni házához vezet, akit Edna Strickland-nek hívnak. Edna behívja Marty-t, ahol egy újságban elolvassa, hogy hol van a Doki. Kiderül, hogy 1931. június 14-én megölték. Marty Einsteinnel azonnal beszállnak az időgépbe, és 1 nappal hamarabb mennek vissza az időbe.
Ott Marty képes beszélni a Dokival, aki elmagyarázza, hogy őt vádolják a zugkocsma felgyújtásáért. Doki azt mondja Martynak, hogy keresse meg a fiatalabb énjét,  aki ebben az időben az apja ügyvédnek akarja képezni, mivel nem nézi jó szemmel hogy a fiát a tudomány érdekli. Útközben Marty találkozik nagyapja, Arthur "Artie" McFly-al, és Jennifer nagyapjával, Danny Parker rendőrrel és a fiatal Edna-val. Marty meggyőzi a fiatalabb Dokit, "Emmett-et", hogy segítsen Martynak rávenni Artie-t is, hogy tanúskodjon Kid Tannen ellen. Doki és Marty készülnek arra, hogy visszatérjenek a jelenbe, amikor Martynak a keze hirtelen elhalványodik. Doki rájön, hogy Artie-t másnap megfogják ölni. Visszatérnek, és meggyőzik Artie-t, hogy tűnjön el a városból.
Visszatérve 1986-ra azt találták, hogy minden megváltozott: valami ismeretlen oknál fogva Kid Tannen uralja egész Hill Valley-t, és ráadásul Marty barátnőjét, Jennifert is eltörölte a létezésből. Marty és Doki visszatérnek 1931-re, és találnak egy másik lehetőséget: Marty meggyőzi Danny Parker-t hogy letartoztassák Kidet, majd Artie és Trixie összejönnek.
Amikor ismét 1986-ra térnek vissza, Doki eltűnik és Marty belerohan a DeLoreannal egy hirdetőtáblába. Marty megállapítja, hogy Hill Valley-ből egy rendőrállamot csináltak, amelyet  "Brown polgártárs" vezetett. Marty megtudja, hogy Edna és a Doki együtt vannak, és együtt irányítják Hill Valley-t. Marty közelebb kerül tervei során Dokihoz, és a jegyzetfüzettel visszanyeri az emlékeit. Segít Marty-nak a DeLorean-t megjavítani, és visszamennek 1931-be, hogy megpróbálja megakadályozni az összejövésüket. Az időgép károsodása azonban két nappal azután következett be mikor Edna és a fiatalabb Doki kapcsolatba kezdenek. Marty készen áll arra, hogy megtegye a szükséges lépéseket annak érdekében, hogy szétválassza a fiatalabb Dokit Ednától, de Doki aggodalmaskodik, hogy mi fog történni Ednával, és felháborítja, hogy Marty nem veszi figyelembe mások érzéseit, majd elmegy a Deloreannal.
Trixie segít Marty-nak megrontani a fiatalabb Doki és Edna kapcsolatát, és a mentális-beállítottság mérő segítségével (Amit Emmett talált fel) Marty eljutott ahhoz, hogy szakítsanak. Reggel Emmett bemutat egy repülőgépet az Expon, ahol az apja megjelenik, és tiltakozik az ellen, hogy bemutathassa. Viszont Marty kibékíti őket, így bemutathatta a repülőgépet.
Marty észreveszi, hogy Edna veszekedik a Dokival, majd Parker rendőrnyomozó elkezdi üldözni, és Edna elrabolja az időgépet, és egy ismeretlen időbe utazik. Doki elkezd halványodni, mert elütötte Edna. Megérkezik a bemutatóról a fiatal Doki, és Marty egy újságban megtudja, hogy 1986-ban Doki megkapja a város kulcsát. Emmettet megöli a kíváncsiság, majd Marty odaadja neki az újságot, és megígéri Emmett, hogy csak akkor olvassa el, ha megkapja a város kulcsát. Ezután megjelenik újra a Delorean, viszont most Doki visszatér hozzá. Ahogy az eseményekről beszélnek, Hill Valley városa eltűnik körülöttük. Marty dédapja, William "Willie" McFly, mondja, hogy a városban lakik egy "ijesztő" Mary Pickford (aki valójában Edna Strickland). Marty és a Doki megtalálják Ednát, és kiderül, hogy felgyújtotta egész Hill Valley-t. Marty és a Doki elkezdik megállítani a fiatal Ednát, aki éppen a másik Deloreanban van, majd sikeresen a kocsin átveszik az irányítást, és Ednát letartóztatják. Miközben Marty és Doki készülnek a visszatérésre, Marty megpillantja Artie-t és Trixie-t, akik beleszeretettek egymásba, de Marty attól fél, hogy rossz nőt választott, és nem az igazi mamáját, akit Sylvia-nak hívnak. De Artie elmondja, hogy Sylvia a neve.
Doki és Marty visszatér 1986-ba. Doki ad egy ajándékot Marty-nak, amiben le van írva a McFly családnak a történelme. És Marty rájön, hogy Doki pont ezért ment 1931-be, hogy leírja a McFly családot. Hirtelen észreveszik, hogy Edna, és Kid Tannen házasok, és a gyerekük Biff Tannen. Végül három különálló DeLorean jelenik meg, mindegyikük Marty másik változatával, akik aggódva mennek oda Dokihoz és ragaszkodnak ahhoz, hogy segítsen biztosítani a jövőjüket, hogy úgy alakítsák, ahogyan azt szeretnék. Doki és Marty elmennek tőlük, hogy vitatkozzanak csak nyugodtan egymással, mondván hogy a jövő megvárhatja, amíg egy ideig nem élvezik az életüket. Majd Doki és Marty beülnek a Delorean-ba és egy ismeretlen időbe utaznak.

## Epizódok
1. Epizód: IDEJE VOLT
A DeLorean, amelyről úgy gondolják, hogy megsemmisült, újra megjelenik, és Marty 1931-es évre utazik, hogy megmentse Doki-t, akit azzal vádoltak, hogy felgyújtott egy zugkocsmát. Martynak össze kell dolgoznia a doki fiatalabb énjével, hogy építsen egy rakétafúrót. Miközben Doki egy börtönös autóba kerül, Marty egy rakétakarokkal ellátott kerékpárral fut, és sikeresen kiszabadítja. de amikor 1986-ra készülnek visszautazni, Marty keze hirtelen kezd elhalványodni.
2. Epizód: KAPJUK EL TANNENT!
Doki egy újságból tudomást szerez arról, hogy Marty nagyapját meggyilkolták, ami megmagyarázza Marty halványodását. Ezért Marty elmegy megmenteni a fiatal nagyapját, de 1986-ban megtudja, hogy Biffnek két testvére van, akik megfélemlítenek mindenkit a városban. Marty akkor visszamegy a napra, amikor Kidet letartóztatják, hogy helyrehozzák az idővonalat.
3. Epizód: BROWN POLGÁRTÁRS
Mikor 1986-ba visszatérnek, Doki eltűnik, és Marty megállapítja, hogy az idővonal megváltozott, mert a fiatalabb Doki összejött Edna Stricklanddal, Hill Valley-t egy agymosott társadalommá változtatták. Martynak meg kell győznie Doki alternatív énjét, hogy helyrehozzák az idővonalat.
4. Epizód: KETTŐS LÁTÁS
Marty megpróbálja a fiatal Dokit elválasztani Ednától.
5. Epizód: OUTATIME
Marty felfedezi, hogy Edna elrabolta az időgépet, és 1931-ben leégette Hill-Valley-t. Doki és Marty megpróbálják megállítani Ednát, hogy helyrehozzák az idővonalukat.

## Szereplők
- A. J. LoCassio mint Marty McFly/Leech
- Christopher Lloyd mint Dr. Emmett Brown/Brown polgártárs/Jacques Douleux
- James Arnold Taylor mint a fiatal Emmett Brown
- Rebecca Schweitzer mint Edna Strickland
- Shannon Nicholson mint a fiatal Edna Strickland
- Michael Sommers mint George McFly/Arthur McFly
- Owen Thomas mint Irving "Kid" Tannen/Beauregard Tannen
- Kid Beyond és Thomas F. Wilson[5]mint Biff Tannen
- Melissa Mutchison mint Trixie Trotter (Sylvia McFly)
- Michael J. Fox[6]mint William "Willie" McFly/Alternatív Marty McFly-ok
- Adam Harrington mint Matches
- Roger L. Jackson mint Cue Ball/Brown bíró/Hampton
- Claudia Wells[7]mint Jennifer Parker
- Aimee Miles mint Lorraine McFly
- Mark Barbolak mint Danny Parker/Danny Parker Jr.
- Doug Boyd mint Zane

## Fogadtatás
- Az 1. Epizód 74% os minősítést kapott [8]
- A 2. Epizód 74% os minősítést kapott [9]
- A 3. Epizód 71% os minősítést kapott [10]
- A 4. Epizód 71% os minősítést kapott [11]
- Az 5. Epizód 75% os minősítést kapott [12]